# Бурхард Шіверек
Шіверек Бурхард Свібертт (нім. Schivereck Burkhard Swibert; 1 березня 1742, м. Брілон, Німеччина — 29 серпня 1806, Краків, Польща) — професор хімії і ботаніки, доктор філософії і медицини.

## Біографія
Закінчив природниче відділення університету м. Фульда, Німеччина (1759), медичний факультет Віденського університету (1775).
Надалі працював в університеті м. Інсбрука професором ботаніки і хімії (1775—1782), деканом медичного факультету (1778—1780), ректором (1781—1782). Згодом професор ботаніки і хімії (1784—1805) у Львівського університету, займав посади декана медичного факультету (1784—1786), ректора (1786—1787, 1798—1799). У цьому університеті організував і очолював хімічну лабораторію та ботанічний сад. У 1806 році став директором ботанічного саду, професором патології та медицини Краківського університету.

### Родина
Бурхард Шіверек був дядьком по материнській лінії ботаніка, ентомолога і природодослідника Вілібальда Бессера. Після смерті батька Бессер перебрався до Львова, де його опікуном став Бурхард Шіверек.

## Наукова діяльність
Займався вивченням флори та грибів Тиролю і Прикарпаття. Створив багато мікологічних ілюстрацій. Перший здійснив вивчення хімічного складу мінеральних вод Прикарпаття.

## Визнання
На честь ученого названо рослини Schivereckia podolica, Tysselineum schivereckii, рід шиверекія з родини хрестоцвітих.

## Публікації
Основна публікація: Flora Tirolensis. Innsbruck, 1783 (співавт.).